# The Rookie: Feds
The Rookie: Feds è una serie televisiva statunitense di genere poliziesco, spin-off della serie The Rookie, creata da Alexi Hawley e Terence Paul Winter, che sono stati anche autori e produttori esecutivi insieme a Niecy Nash, Nathan Fillion, Michelle Chapman, Bill Norcross e Corey Miller.

## Episodi
| Stagione       | Episodi | Prima TV USA | Prima TV Italia |
| -------------- | ------- | ------------ | --------------- |
| Prima stagione | 22      | 2022-2023    | inedita         |

## Produzione
L'8 febbraio 2022, è stato annunciato che la ABC era in procinto di sviluppare uno spin-off di The Rookie, incentrato sull'FBI. È stato anche riferito che la serie sarebbe stata introdotta tramite un backdoor pilot di due episodi nella serie principale. All'epoca fu riferito che la ABC stava cercando di espandere i suoi franchise nel tentativo di competere con i franchise di Chicago e Law & Order della NBC, nonché con i franchise di FBI e NCIS trasmessi sulla CBS. Il 13 maggio 2022 è stata ordinata la serie con il titolo The Rookie: Feds. Il creatore di The Rookie, Alex Hawley, ha co-creato la serie con Terence Paul Winter, entrambi i quali sono anche produttori esecutivi insieme a Michelle Chapman, Bill Norcross, Corey Miller, la star Niecy Nash e la star di The Rookie Nathan Fillion. ABC Signature e Entertainment One fungono da società di produzione. Entertainment One distribuirà la serie anche a livello internazionale. Il 21 ottobre 2022, la serie ha ricevuto un ordine per l'intera stagione, portando gli episodi ad un totale di 22.
Il 9 novembre 2023, la ABC ha cancellato la serie dopo la prima stagione, a causa degli scioperi della WGA e della SAG-AFTRA.